# Severínia
Severínia este un oraș în São Paulo (SP), Brazilia.